# ギュネシュ・アッバーソヴァ
ギュネシュ・アッバーソヴァ（ロシア語:Гюнешь Аба́сова、ベラルーシ語:Гюнэш Абасава、アゼルバイジャン語:Günəş Əbəsova、トルコ語:Güneş Abasova）は、ベラルーシの歌手である。
1979年9月23日、ベラルーシのバラーナヴィチでアゼルバイジャン人の家庭に生まれた。2000年にミンスクの国立青年劇場にて活動を始める。2005年にヴィーツェプスク・スラヴャンスキー・バザールに出場した他、多数の国際的な音楽祭に参加している。
2006年に初のソロ・アルバム『Гюнешь（ギュネシュ）』を製作、ヒット曲『Дочь Востока（東の娘）』などが収録された。2013年にはテュルクビジョン・ソング・コンテスト2013のベラルーシ代表を務め、アゼルバイジャンのファリド・ハサノフに次ぐ2位入賞を果たす。